# Sistema nazionale di taratura
Il sistema nazionale di taratura è stato istituito nel 1991, con l'approvazione della legge n. 273, con il compito di garantire la disseminazione e la riferibilità delle misure ai campioni nazionali.
L'SNT è composto dall'Istituto nazionale di ricerca metrologica (INRIM) e dai laboratori di taratura presenti sul territorio nazionale.